# José Luis Sanz Ruiz
José Luis Sanz Ruiz, né le 21 septembre 1968 à Séville, est un homme politique espagnol, membre du Parti populaire (PP). Il est maire de Séville depuis 2023.

## Biographie

### Vie privée
Il est marié et père d'une fille et un fils.

### Activités politiques
José Luis Sanz est député au Parlement d'Andalousie de 2000 à 2012. Il est également maire de Tomares de 2007 à 2021.
Il est élu sénateur de la circonscription de Séville au Sénat lors des élections générales de novembre 2011. Il est réélu en décembre 2015, juin 2016 et de nouveau en novembre 2019.
Lors des élections municipales du 28 mai 2023 à Séville, le Parti populaire arrive en tête avec une majorité relative de 14 sièges sur 31. Le 17 juin suivant, José Luis Sanz est élu maire de la ville.